# Roger Peckinpaugh
Roger Thorpe Peckinpaugh (ur. 5 lutego 1891, zm. 17 listopada 1977) – amerykański baseballista, który występował na pozycji łącznika przez 18 sezonów w Major League Baseball.
Peckinpaugh uczęszczał do East High School w Cleveland, gdzie uprawiał baseball, futbol i koszykówkę. Obserwowany był wówczas przez Napa Lajoie, menadżera Cleveland Naps, który zaproponował mu 125 dolarów miesięcznie za grę w zawodowym klubie. Po podpisaniu kontraktu występował w klubach farmerskich Naps, między innymi w New Haven Prairie Hens. W MLB zadebiutował 15 września 1910. W 15 rozegranych meczach miał słabą średnią uderzeń 0,200 i na sezon 1911 został odesłany do rezerw Naps – Portland Beavers. W 1912 rozegrał zaledwie 70 meczów przy średniej uderzeń 0,212 i rok później w ramach wymiany przeszedł do New York Yankees.
W 1914 został mianowany przez menadżera Yankees Franka Chance'a kapitanem zespołu. Pod koniec sezonu Peckinpaugh został grającym menadżerem po tym, jak Chance zrezygnował z tej funkcji. W 1915 Peckinpaugh podpisał trzyletni kontrakt wart 18 tysięcy dolarów. W sezonie 1921 wystąpił w World Series, jednak Yankees ulegli New York Giants w ośmiu meczach. W styczniu 1922 przeszedł do Washington Senators.
W World Series 1924 roku Senators pokonali New York Giants 4–3, a Peckinpaugh wystąpił w czterech meczach i miał najlepszą średnią uderzeń w zespole (0,417). W sezonie 1925 został wybrany najbardziej wartościowym zawodnikiem. W 1927 występował w Chicago White Sox, w którym zakończył karierę. W późniejszym okresie był dwukrotnie menadżerem Cleveland Indians, a także zespołów z NAPBL.